# 聖米格利托區
9°2′N 79°30′W / 9.033°N 79.500°W
聖米格利托區（西班牙語：Distrito de San Miguelito），是巴拿馬的一個行政區，位於該國中東部，由巴拿馬省負責管轄，始建於1970年7月30日，面積50平方公里，海拔高度40米，2010年人口315,019，人口密度每平方公里6,300.38人。